# Chełmno (powiat szamotulski)
Chełmno (pol. hist. Chełm) – wieś w Polsce położona w województwie wielkopolskim, w powiecie szamotulskim, w gminie Pniewy.

## Charakterystyka
Na koniec grudnia 2013 r. Chełmno było najliczniejszą wsią gminy. 
Miejscowość położona jest 5 km na wschód od siedziby gminy Pniewy, przy trasie drogi krajowej nr 92.

## Historia
Miejscowość pierwotnie była związana z Wielkopolską. Istnieje co najmniej od drugiej połowy XIV wieku i ma średniowieczną metrykę. Po raz pierwszy odnotowana została w łacińskim dokumencie z 1389 jako "Chelm", 1391 "Chelmno", 1396 "Chelm", 1400 błędnie "Chaby", 1462 i 1497 "Chelmo".
Okolice miejscowości były zasiedlone jednak już wcześniej niż odnotowały to zachowane zapisy historyczne. W wyniku badań archeologicznych znaleziono w pobliżu osadę datowaną na VII - połowę X wieku.
Wieś była początkowo własnością szlachecką należacą do lokalnej szlachty wielkopolskiej z rodu Chełmskich, którzy od nazwy wsi przyjęli odmiejscowe nazwisko, a później także do Pniewskich, Potulickich, Krzestkowskich. W 1444 leżała w powiecie poznańskim województwa poznańskiego w Koronie Królestwa Polskiego. W 1508 należała w parafii Pniewy.
Pierwsze zapisy związane ze wsią pochodzą z XIV wieku i związane są z właścicielem we wsi Piotrem Pietraszem Chełmskim. W latach 1402-1408 oskarżył on Mikołaja i Jana Pniewskich oraz ich matkę o Chełmno, Lubocześnicę domagając się dokumentów oraz sum 200 i 300 grzywien zagarnięte przez ich ojca Wincentego jako opiekuna małoletnich Chełmskich. W latach 1403-1406 Pietrasz toczył spór z Żydami o sumy. Kolejnym włascicielem wymienionym przez źrodła sądowe był Tomisław Chełmski, który w 1389 toczył spór z Mikołajem Brzechwą z Gośliny Kościelnej (obecnie Murowana Goślina) o 7 lub o 3 grzywny. W 1391 wdowa po Tomisławie z Chełmna wraz z dziećmi była w sporze majętkowym z Żydem Markelem. W latach 1396-1397 kasztelan radzimski Wincenty z Pniew jako opiekun małoletnich krewnych z Chełmna procesował się z Witkiem Kotwiczem z powodu zajęcia wsi i zabrania rzeczy o wartości 100 grzywien po ich rodzicach. W 1400 Witek Kotwicz zapłacił za to karę, że wdarł się przemocą do Chełmna, wsi Wincentego z Pniew, kasztelana radzimskiego oraz okradł jego krewnych.
W 1428 w dokumentach sądowych odnotowani zostali dziedzice niedzielni Tomasz, Jan, Mikołaj i Dobrogost z Chełmna. W sądzie reprezentować miał ich Gawrział z Chełmna. W 1444 Mikołaj z Chełmna zapisał na 1/3 wsi po 100 grzywien posagu oraz wiana żonie Małgorzacie. W 1448 nabył on z zastrzeżeniem wykupu od Jana Morawskiego części w Morawsku (obecnie Morasko) za 50 grzywien. W 1448 Jan Chełmski na 2/3 swej połowy Chełmska zapisał po 100 grzywien posagu oraz wiana żonie Katarzynie, a 1/3 połowy wsi zatrzymał nie obciążoną. W 1462 Tomisław Tomasz Chełmski komandor joannitów ze Świętego Jana koło Poznania scedował 100 grzywien na Mikołaja i Dobrogosta z Chęłmna swoich braci przyrodnich oraz na Jarosława, Jana i Sędziwoja synów zmarłego Jana Chełmskiego swego rodzonego brata.
W latach 1464-1472 jako własciciel we wsi odnotowany został Dobrogost Chełmski. W 1467 zapisał na 1/3 wsi po 100 grzywien posagu i wiana żonie Barbarze. Jan i Sędziwój synowie zmarłego Jana z Chełmna, wraz ze stryjem i opiekunem Dobrogostem z Chełmna oddali swoje części po ojcu i matce we wsi w zarząd Piotrowi z Pniew prepozytowi włocławskiemu i kanonikowi poznańskiemu. W 1472 wspomniany został Mikołaj Chełmski z części Chełmna pozostającej w ręku Pniewskich. W 1481 odnotowany został Jan pleban w Pniewach, Andrzej, Dobrogost bracia niedzielni z Chełmna, którzy swoje części w mieście Wolsztyn oraz w Komorowie i Karpicku sprzedali za 900 grzywien Piotrowi Iłowieckiemu równocześnie nabywając od niego z zastrzeżeniem prawa odkupu wieś Racat (obecnie Racot) za 200 grzywien. W 1486 Mikołaj Chełmski sprzedał z prawem odkupu Janowi niegdyś z Brodnicy 1/3 przezysków na Snowidowie za 13 grzywien. W 1487 Piotr Chełmski sprzedaje z prawem odkupu Janowi ze Słupi Wielkiej w powiecie pyzdrskim przezyski na Snowidowie za 13 grzywien. W 1487 Jan Chełmski otrzymał od Szczepana Biezdrowskiego czynsz w wysokości dwóch kopy od sumy 30 grzywien zapisany na częściach Biezdrowa. W 1488 odnotowano Annę żonę Jana Chełmskiego, która była panią dożywotnią w Szołdrach, matkę Jana i Mikołaja dziedziców szołdrskich. W 1488 Piotr Chełmski części w mieście Wolsztyn oraz w Komorowie i Karpicku sprzedał za 200 kóp groszy Piotrowi Iłowieckiemu. W 1494 odnotowany został Mikołaj Chełmski z synem Janem księdzem oraz innym Janem Chełmskim. W 1497 Jan Chełmski wymieniony został jako uczestnik wyprawy wołoskiej w czasie wojny polsko-tureckiej. W 1497 król polski Jan I Olbracht dał Piotrowi Górskiemu prawo m. in. do Chełmna Jana Chełmskiego z powodu niestawiennictwa tegoż na wyprawę wojenną.
W latach 1472-1507 część Chełmna znajdowała się w ręku Pniewskich. W 1472 Mikołaj Chełmski sprzedał za 300 grzywien część wsi Piotrowi Pniewskiemu prepozytowi włocławskiemu, wikariuszowi generalnemu i oficjałowi gnieznieńskiemu oraz Wincentemu, jego bratankowi, a żona Mikołaja, Małgorzata Chełmska, nabyła od nich z zastrzeżeniem wykupu Koninek za 200 grzywien. W 1475 Piotr Pniewski prepozyt włocławki i Wincenty Pniewski jego bratanek sprzedali 1/4 Chełmna z prawem odkupu Piotrowi Krzestkowskiemu. W 1487 Piotr Krzestkowski bratanek wspomnianego Piotra Krzestkowskiego sprzedał z prawem odkupu 1/3 wsi nabytą od Pniewskich za 160 grzywien Janowi Chełmskiemu. W 1493 Wincenty Pniewski miał obowiązek wobec Macieja Sierosławskiego bronić od roszczeń innych osób wieś Lubocześnicę, łąkę między jeziorami w Pniewach, a wsią Charzewo oraz karczmę w Chełmnie. W 1507 część Chełmna znajdowała się w posiadaniu Marcina Sierosławskiego. W 1507 Stanisław Potulicki, kasztelan międzyrzecki nabył od spadkobierców Wincenta Pniewskiego części dóbr Pniewy, a w tym m. in. Chełmno.
Miejscowość odnotowały również historyczne rejestry podatkowe. W 1478 i w 1499 wieś Chełmno miało zapłacić 14 grzywien kary z powodu nieuiszczenia podatku. W 1508 zapłaciła wiardunki wojenne z 9 łanów oraz 6 groszy z karczmy. W 1563 Stefan Potulicki zapłacił pobór z 5 łanów, a pani Chełmska z 7 łanów oraz z karczmy. W 1577 podatki zapłacił Kasper Potulicki z Chełmna. W 1580 Melchior Potulicki zapłacił pobór od 12 łanów, 6 zagrodników i połowy łana karczmarskiego.
Wskutek II rozbioru Polski w 1793, miejscowość przeszła pod władanie Prus i jak cała Wielkopolska znalazła się w zaborze pruskim. Niegdyś należała także do Raczyńskich, później właścicielem byli Niemcy nazwiskiem von Lehmann-Nitsche, a majątek liczył 830 ha.
Dwór parterowy z wystawką pochodzi z około połowy XIX w., w 1933 r. został rozbudowany o piętrowe skrzydło i czterokondygnacyjną wieżę w części wschodniej. Na północny wschód od dworu położone są zabudowania gospodarcze z lat 1898-1922, m.in. stajnia, obora, magazyn i lodownia.
Park krajobrazowy pochodzi z końca XIX w.; pow. około 3 ha; zachowały się w nim m.in. lipa o obw. 585 cm oraz wiąz o obw. 388 cm. 
Na zachód od dworu znajduje się najwyższe wzniesienie regionu i powiatu – zalesiona Góra Chełmińska (Chełm) o wysokości 131 m n.p.m. Jest to pagórek kemowy na wysoczyźnie morenowej. Na jego południowym stoku stoi niewielka kaplica z 1785 r. na planie ośmioboku, kryta kopulastym dachem z latarnią – dawna kaplica grobowa Sczanieckich, gruntownie odrestaurowana około 1970 r. Nieco dalej na zachód znajduje się bezleśne wzniesienie Księże Góry (124 m n.p.m.), kulminacja środkowopoznańskiej moreny czołowej.
W odległości 0,5 km na wschód od wsi stoi gościniec wielkopolski „Hajduczek” (1974) i budynek hotelowy (1978).
W latach 1975–1998 miejscowość należała administracyjnie do województwa poznańskiego.

## Galeria

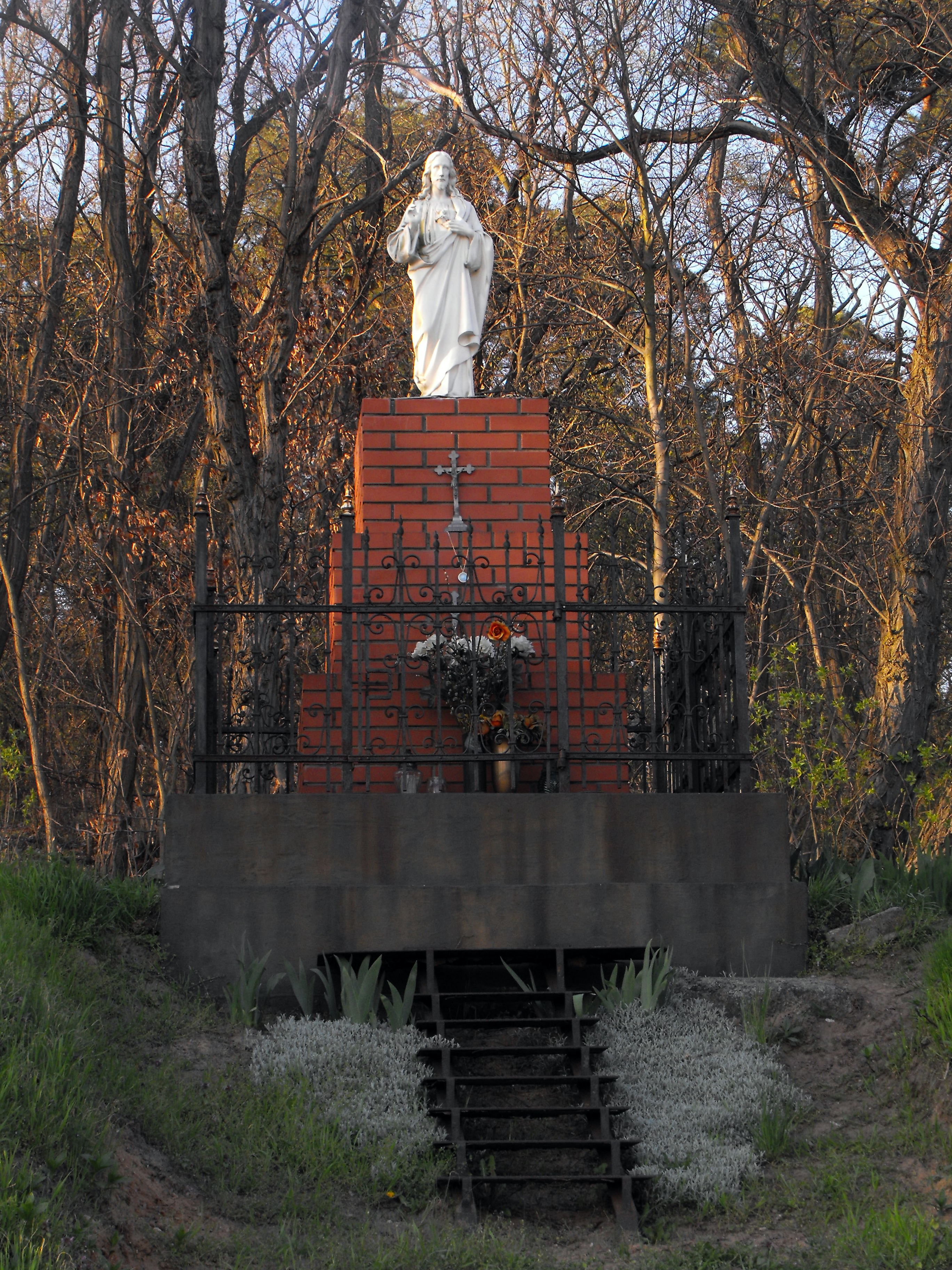
Figura Chrystusa
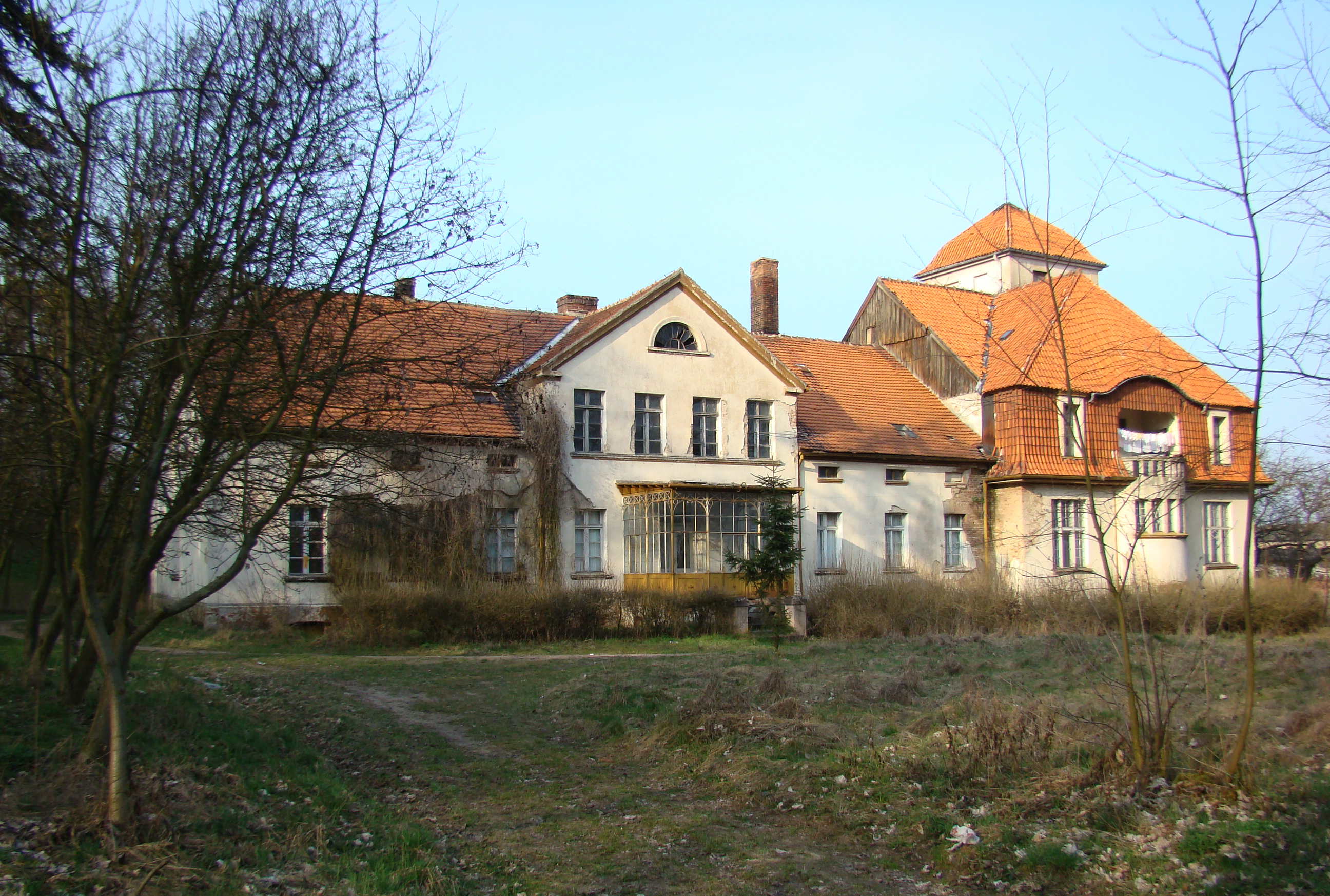
Dwór w Chełmnie
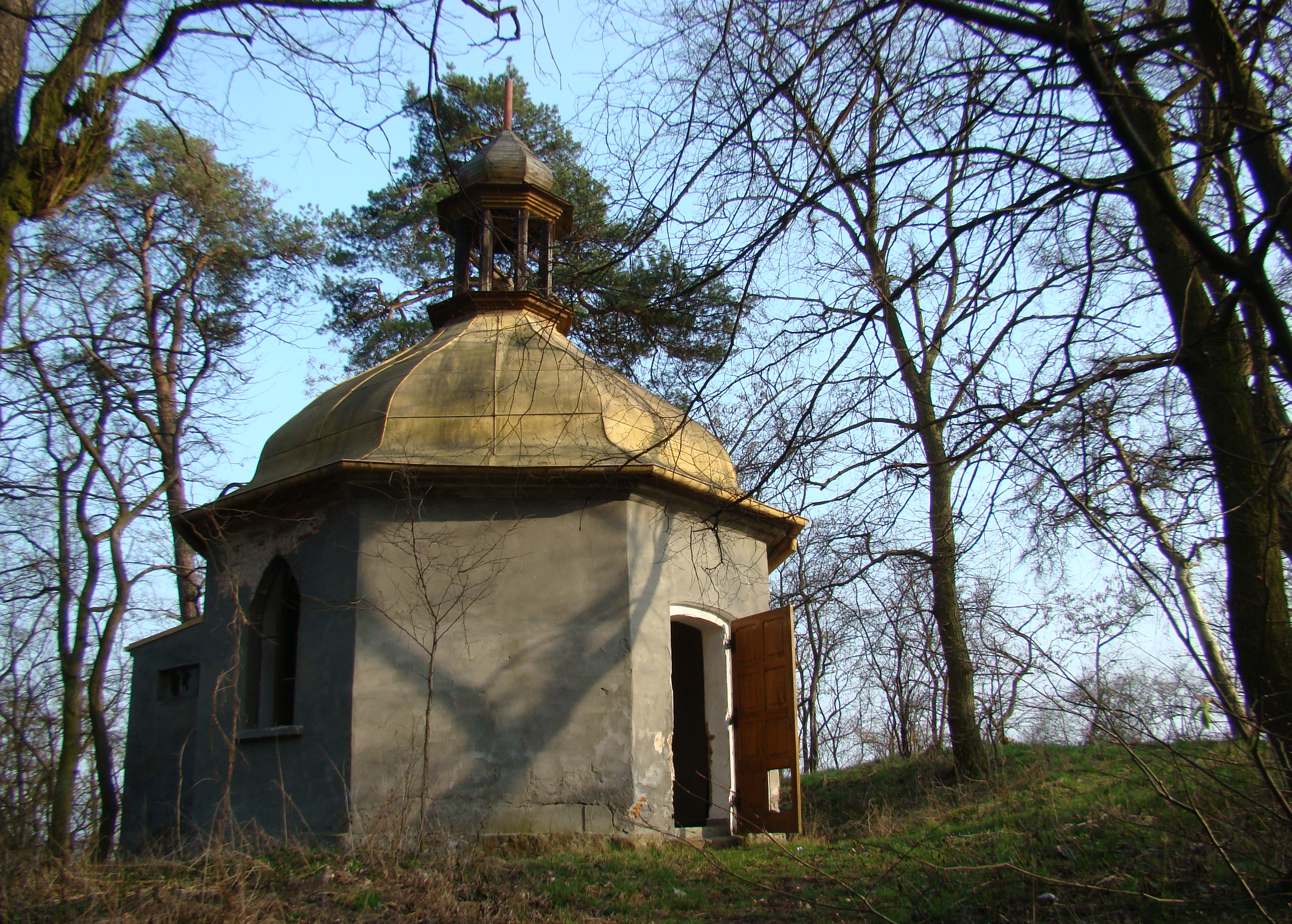
Kaplica grobowa rodziny Sczanieckich